# Magnano in Riviera
Magnano in Riviera (furlanisch: Magnàn) ist eine nordostitalienische Gemeinde (comune) mit 2245 Einwohnern (Stand 31. Dezember 2023) in der Region Friaul-Julisch Venetien. Die Gemeinde liegt etwa 26 Kilometer nordnordwestlich von Udine und ist Teil der Comunità Montana del Torre, Natisone e Collio.

## Verkehr
Durch die Gemeinde führt die Strada Statale 13 Pontebbana von Venedig nach Tarvisio.